# Марісолинське сільське поселення
Марісо́линське сільське поселення (рос. Марисолинское сельское поселение) — муніципальне утворення у складі Сернурського району Марій Ел, Росія. Адміністративний центр — село Марісола.

## Історія
Станом на 2002 рік існували Великоключівська сільська рада (присілки Великі Ключі, Верхній Пісінер, Ізі Памаш, Лавраєнер, Марі-Кугунур, Нижній Пісінер, Петрово) та Марісолинська сільська рада (село Марісола, присілки Єрші, Зарічка-Она, Йошкар Памаш, Кожласола, Купсола, Лапка Памаш, Лопа, Мошкино, Обдасола, Онодур, Салтак, Тулбень, Шаба).

## Населення
Населення — 2175 осіб (2019, 2368 у 2010, 2227 у 2002).

## Склад
До складу поселення входять такі населені пункти:
| Населений пункт           | Населення, осіб (2002) | Населення, осіб (2010) |
| ------------------------- | ---------------------- | ---------------------- |
| Великі Ключі, присілок    | 252                    | 245                    |
| Верхній Пісінер, присілок | 28                     | 28                     |
| Єрші, присілок            | 59                     | 61                     |
| Зарічка-Она, присілок     | 82                     | 79                     |
| Ізі-Памаш, присілок       | 128                    | 138                    |
| Йошкар-Памаш, присілок    | 186                    | 197                    |
| Кожласола, присілок       | 112                    | 122                    |
| Купсола, присілок         | 128                    | 170                    |
| Лавраєнер, присілок       | 170                    | 179                    |
| Лапка-Памаш, присілок     | 54                     | 65                     |
| Лопа, присілок            | 0                      | -                      |
| Марі-Кугунур, присілок    | 169                    | 190                    |
| Марісола, село            | 696                    | 750                    |
| Мошкино присілок          | 1                      | -                      |
| Нижній Пісінер, присілок  | 7                      | 8                      |
| Обдасола, присілок        | 42                     | 39                     |
| Онодур, присілок          | 16                     | 10                     |
| Петрово, присілок         | 51                     | 40                     |
| Салтак, присілок          | 2                      | 1                      |
| Тулбень, присілок         | 35                     | 36                     |
| Шаба, присілок            | 9                      | 10                     |